# G2-Mannigfaltigkeit
Eine G2-Mannigfaltigkeit (oder Joyce-Mannigfaltigkeit) ist im mathematischen Teilgebiet der Differentialgeometrie eine siebendimensionale Riemannsche Mannigfaltigkeit, deren Holonomiegruppe in der exeptionellen Lie-Gruppe {\displaystyle G_{2}} enthalten ist. Eine Anwendung finden {\displaystyle G_{2}}-Mannigfaltigkeiten in der M-Theorie, einer Erweiterung und Verallgemeinerung der Stringtheorie. Etwa wird durch Kompaktifizierung über einer {\displaystyle G_{2}}-Mannigfaltigkeit die Reduktion der elfdimensionalen Raumzeit der M-Theorie auf die vierdimensionale Raumzeit des Universums möglich.

## Geschichte
Erstmals vorgeschlagen wurde die Existenz von {\displaystyle G_{2}}-Mannigfaltigkeiten von Marcel Berger im Jahr 1955. Später blieb diese Möglichkeit konsistent mit dem Beweis seines Klassifikationstheorems durch James Simons im Jahr 1962. Edmond Bonan zeigte im Jahr 1966, dass eine {\displaystyle G_{2}}-Mannigfaltigkeit sowohl eine parallele {\displaystyle 3}-Form als auch eine parallele {\displaystyle 4}-Form tragen und Ricci-flach sein muss. Robert Bryant konstruierte im Jahr 1984 das erste lokale (nichtkompakte) Beispiel, wobei dieses erst im Jahr 1987 in Annals of Mathematics veröffentlicht wurde. Robert Bryant und Simon Salamon konstruierten im Jahr 1989 das erste vollständige (nichtkompakte) Beispiel. Dominic Joyce fand im Jahr 1996 das erste kompakte Beispiel.

## Eigenschaften
Jede kompakte Mannigfaltigkeit {\displaystyle X} mit ganz {\displaystyle G_{2}} als Holonomiegruppe hat:
- endliche Fundamentalgruppe {\displaystyle \pi _{1}(X)},
- nichtverschwindende erste Pontrjagin-Klasse {\displaystyle p_{1}(X)},
- nichtverschwindende dritte und vierte Betti-Zahl {\displaystyle b_{3}(X)} und {\displaystyle b_{4}(X)}.